# Elfriede Jaksch
Elfriede Jaksch właściwie Elfriede Johanna Therese Jaksch pseudonim Schack von Igar (ur. 4 września 1849 w Rydze, zm. 18 września 1897 w Wiedniu) – łotewsko-niemiecka pisarka i nowelistka. 

## Życiorys
Elfriede urodziła się w Inflantach,  we wrześniu 1849 roku. Wyszła za mąż w wieku 18 lat za Roberta Georga Jaksch (1835-1915), urodzonego w Tallinie. Mieli dwie córki: Hermine Auguste i Pauline Marianne. Pisarka dużo podróżowała po Europie, Azji i Afryce. Podczas podróży spotkała poetę Rudolfa Gottschalla, pisarza Friedricha von Bodenstedta, pisarza Paula Lindaua, malarza Gabriela von Maxa i wielu innych. W 1885 roku zamieszkała z dwiema córkami w Wiedniu, gdzie prowadziła otwarty salon. We wczesnych latach była świadkiem wydarzeń związanych ze zniesieniem przez cara Aleksandra II poddaństwa w Rosji. Na kanwie tych doświadczeń napisała trzytomową powieść Licht, mehr Licht, w której opisała dążenie ludzi do wolności i prawa do samostanowienia. Dużą uwagę przykładała do edukacji społeczeństwa, ponieważ była przekonana, że wszystkie humanistyczne aspiracje można osiągnąć tylko za jej pośrednictwem. Zmarła 18 września 1897 roku w Wiedniu. 

## Wybrane dzieła
- Eine Schweizerreise
- Der Schwur auf dem Oelberg
- Licht, mehr Licht!
- Herzens-Irrlichter
- Pyramide und Oelberg, Erinnerungsblätter an eine Orientreise (1879)